# Маскарад (фильм, 1941)
«Маскарад» — советский полнометражный чёрно-белый художественный фильм, поставленный на киностудии «Ленфильм» в 1941 году режиссёром Сергеем Герасимовым по одноимённой драме М. Ю. Лермонтова.

## Сюжет
Евгений Арбенин — игрок, ловелас, «надменный баловень судьбы», всё перечувствовал, всё узнал, во всём успел разочароваться. И, наконец, увидя в юной красавице Нине идеал чистоты и доброты, женился на ней, стал вести жизнь уединённую и спокойную. Но это не может обмануть тех, кого он унизил, разорил, растоптал, они уверены, что чёрт по-прежнему сидит в его душе. Роковое стечение обстоятельств пробуждает в Арбенине жгучее чувство ревности, и он за несколько дней превращается из любящего мужа в злодея и убийцу. Он подсыпает яд в мороженое Нины и с чувством удовлетворения от свершённого правосудия смотрит на её предсмертные мучения. Но, получив доказательства её невиновности, сходит с ума. Что же торжествует: Божья справедливость или злой рок?

## В ролях
- Николай Мордвинов — Засл. арт Респ. —  Арбенин
- Тамара Макарова — лауреат Сталинской премии — Нина
- Михаил Садовский — князь Звездич
- Софья Магарилл — Засл. арт Респ. —  баронесса Штраль
- Антонин Панкрышев — Казарин
- Эмиль Галь — Шприх
- Сергей Герасимов — Неизвестный
- Михаил Иванов — эпизод (в титрах не указан)
- Урсула Круг — гостья на балу (в титрах не указана)
- Любовь Соколова — участница бала (в титрах не указана)

## Съёмочная группа
- Сценарий и постановка — лауреат Сталинской премии — Сергей Герасимов
- Главный оператор — Вячеслав Гарданов
- Операторы — Моисей Магид, Лев Сокольский
- Композитор — Венедикт Пушков
- Главный художник — Семён Мейнкин
- Художник — Владимир Калягин
- Костюмы — Евгения Словцова, П. Горохов
- Реквизитор — Анна Тубеншляк (в титрах не указана)
- Директор картины — Михаил Левин
- Ассистенты режиссёра — Эмиль Галь, Г. Саркисов, В. Спасская
- Ассистент по монтажу — Е. Радионова
- Звукооператоры — Захар Залкинд, Константин Гордон
- Консультанты — профессор Борис Эйхенбаум, Владислав Глинка
- Танцы — В. Чеснаков